# Al Jazira Este
Pronunciação

Localização do distrito

Al Jazira Este é um dos sete distritos do estado de Al Jazirah, no Sudão.